# 南邵駅
南邵駅（なんしょうえき）は北京市昌平区に位置する北京地下鉄昌平線の駅である。計画時の名称は城南駅であった。

## 駅構造
- 島式ホーム1面2線を有する地下駅である。

## 駅周辺

### バス路線

#### 地下鉄南邵駅（地铁南邵站）
2025年現在、当駅発着/経由の路線バスは以下のとおりである。
- 326系統（朝鳳庵村～地下鉄南邵駅）
- 643系統（天通苑北ターミナル～朝鳳庵村）
- 870系統（興寿北駅～南口西駅）
- C104系統（朝鳳庵村～北街家園五区）
- C111系統（昌平何営～昌平何営、時計回り）
- 昌3系統（地下鉄南邵駅～昌平東関路口南）
- 昌11系統（地下鉄南邵駅～新建村）
- 昌11系統-北荘（地下鉄南邵駅～北荘村）
- 昌28系統（昌平北駅～良各荘）
- 昌31系統（昌平北駅～昌平北駅、反時計回り）
- 昌31系統（区間運行）（昌平北駅→九渡河）
- 昌32系統（昌平北駅～昌平北駅、時計回り）
- 昌32系統（区間運行）（九渡河→昌平北駅）
- 昌51系統（昌平北駅～酸棗嶺村）
- 昌51系統（区間運行）（昌平北駅～百善鎮政府）
- 昌51系統-支線（昌平北駅～小湯山農業園）
- 昌59系統（昌平西関～官牛坊橋北）
- 昌65系統（朝鳳庵村～地下鉄南邵駅）
- 昌76系統（地下鉄南邵駅西～地下鉄南邵駅西、反時計回り）

#### 地下鉄南邵駅西（地铁南邵站西）
2025年現在、当駅発着/経由の路線バスは以下のとおりである。
- 326系統（朝鳳庵村～地下鉄南邵駅）
- 昌76系統（地下鉄南邵駅西～地下鉄南邵駅西、反時計回り）

## 歴史
- 2009年12月24日 - 工事完了。[1][2]
- 2010年12月30日 - 開業。

## 隣の駅
北京地下鉄
■昌平線
沙河高教園駅 - 南邵駅 - 北邵窪駅